# HIStory/Ghosts
„HIStory“/„Ghosts“ je dvojitý singl od amerického zpěváka Michaela Jacksona z remixového alba Blood on the Dance Floor: HIStory in the Mix z roku 1997. Původní píseň „HIStory“ pochází z alba HIStory: Past, Present and Future, Book I z roku 1995, ale jako singl nevyšla. „Ghosts“ je zbrusu nová píseň, kterou složil, napsal a produkoval Jackson a Teddy Riley v roce 1997. Pro obě skladby byl natočen videoklip. Klip k písni „HIStory“ se odehrává ve sci-fi klubu budoucnosti a v prostřizích připomíná Jacksonovu kariéru. Klip pro „Ghosts“ pochází z filmu Michael Jackson's Ghosts.